# Ad-Durajdż
Ad-Durajdż (arab. الدريج) – miejscowość w Syrii, w muhafazie Damaszek. W 2004 roku liczyła 1769 mieszkańców.